# قهرمان بهرامی حسن‌آبادی
قهرمان بهرامی حسن‌آبادی (زادهٔ ۱۳۲۶ در مبارکه) نمایندهٔ حوزهٔ انتخابیهٔ مبارکه در دورهٔ ششم مجلس شورای اسلامی بوده‌است.